# ایستگاه متروی شهرک آزمایش
ایستگاه مترو شهرک آزمایش یکی از ایستگاه‌های خط ۶ مترو تهران است که در شهرک آزمایش واقع شده است. این ایستگاه در ۲۷ خرداد ۱۴۰۰ تأسیس شده است.